# Ferdinand Justi
Ferdinand Justi, född 2 juni 1837 i Marburg, död där 17 februari 1907, var en tysk orientalist. Han var sonson till Karl Wilhelm Justi, bror till Carl Justi samt far till Karl och Ludwig Justi.
Justi var från 1869 professor i jämförande språkvetenskap och orientaliska språk vid Marburgs universitet. Bland hans skrifter märks Über die Zusammensetzung der Nomina in der indogermanischen Sprachen (1861), Handbuch der Zendsprache (1864), en kritisk upplaga av den medelpersiska pehleviskriften "Bundehesch" med glossar (1868), Geschichte des alten Persiens (i Wilhelm Onckens "Allgemeine Geschichte in Einzeldarstellungen", 1879), Dictionnaire kurde-français (1879), Kurdische Grammatik (1880), Geschichte der orientalischen Völker im Altertum (i "Allgemeine Weltgeschichte", utgiven av G. Grote'sche Verlagsbuchhandlung 1884), Iranisches Namenbuch (1895), Geschichte Irans (i Ernst Kuhns och Wilhelm Geigers "Grundriß der iranischen Philologie", band II, 1897).